# Catolicosado de Abjasia

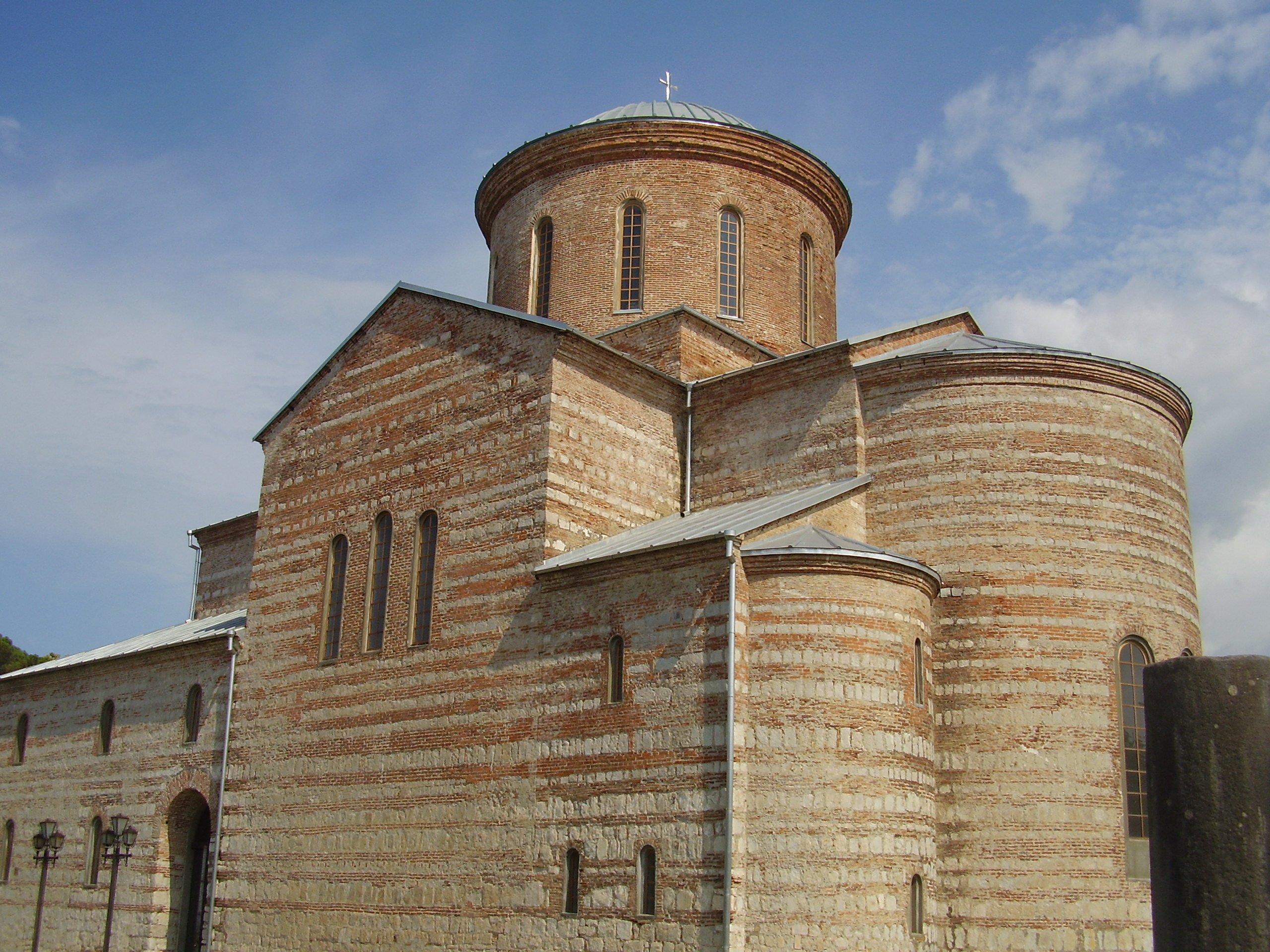
Catedral de Pitsunda (Bichvinta), la residencia inicial de los catolicós de Abjasia.

El catolicosado de Abjasia (en georgiano: აფხაზეთის საკათალიკოსო) era una subdivisión de la Iglesia ortodoxa georgiana que existía como entidad independiente (autocéfala) en el oeste de Georgia desde la década de 1470 hasta 1814. Estaba encabezado por los catolicós (más tarde, patriarca-catolicós), oficialmente denominado como patriarca-católicós de Imereti, Odishi, Ponto abjasio-Guria, Racha-Lechjumi-Svaneti, osetios, Dvals y todo el Norte. La residencia de los catolicós estaba en Bichvinta (actualmente llamada Pitsunda) en Abjasia (de ahí el nombre del catolicosado), en donde estaba la catedral de San Andrés, pero fue trasladada al monasterio de Gelati en Imericia a finales del siglo XVI. En 1814 la sede de los catolicós de Abjasia fue abolida por el Imperio ruso que tomó el control de la Iglesia georgiana hasta 1917.

## Historia
Las estructuras religiosas más antiguas documentadas en Abjasia son las diócesis del metropolitanato de Lazica del patriarcado de Constantinopla mencionadas en las listas de diócesis del siglo IX. La arquidiócesis de Abazgia del patriarcado de Constantinopla existió en la época romana tardía y bizantina temprana en el territorio de la Abjasia moderna. Su sede estaba en la antigua Sebastópolis (actual Sujumi). La información sobre la diócesis es incompleta, pero un arzobispo en Pitiunt (Pitsunda) es mencionado en la época del Concilio de Nicea I (325), y uno de Sebastópolis en el Concilio de Calcedonia (451). En 407, de camino a Pitiunt, murió Juan Crisóstomo. A partir de finales de los siglos IX y X las diócesis ya no figuran en las listas de Constantinopla.
La tendencia hacia la soberanía de Abazgia del Imperio bizantino surgió en la primera mitad del siglo VIII, y condujo a la formación del Reino de Abjasia, impulsando el deseo de formalizar la independencia también en términos eclesiásticos. La fecha en la que se estableció el catolicosado de Abjasia no está completamente clara, pero la mayoría de los eruditos suelen datarla entre los siglos IX y XI. A mediados del siglo VIII las autoridades de Abjasia enviaron una gran delegación eclesiástica a Antioquía con el objetivo de lograr el establecimiento de un catolicosado en Abjasia. En el  Sínodo de la Iglesia de Antioquía, presidido por el patriarca Teofilacto, se decidió ordenar un obispo y elevarlo a la dignidad de catolicós. Se suponía que el nuevo catolicós de nombre Juan y sus sucesores conmemorarían al patriarca de Antioquía durante los servicios divinos, es decir, la independencia otorgada a la Iglesia abjasia en la primera mitad del siglo VIII consistió en el derecho a elegir y ordenar catolicós por un concilio de los obispos locales. A su regreso a Abjasia el catolicós Juan eligió la ciudad de Pitsunda como su sede episcopal. Este período se caracteriza por la amplia difusión del cristianismo en Abjasia.
La fusión de los reinos de Abjasia y Kartli se completó en el siglo XII bajo David IV de Georgia, cuando el Emirato de Tiflis fue finalmente liquidado y la capital del estado se trasladó de Kutaisi a Tiflis. Al mismo tiempo, tuvo lugar la unificación de la Iglesia: el catolicós de Mtsjetia extendió su poder espiritual a toda Georgia, incluida la Iglesia abjasia, como resultado de lo cual recibió el título de patriarca-catolicós de toda Georgia. Los catolicós titulares de Abjasia solo se mencionaron ocasionalmente en las fuentes contemporáneas y no gozaron de independencia en ese momento, pero estaban subordinados a la sede patriarcal ortodoxa georgiana en Mtsjeta. Según un relato diferente, los obispados abjasios cambiaron su lealtad de Constantinopla a Mtsjeta a principios del siglo X.
A mediados del siglo XIII, como resultado de la conquista de Georgia por los mongoles, el único estado georgiano se dividió en dos: el oriental, dirigido por el rey David VII de Georgia, y el occidental, con el rey David VI de Georgia, lo que llevó a la división de la Iglesia georgiana. El primer relato escrito sobre el catolicosado de Abjasia data de 1290 en una carta del rey David VI. En ese momento, el Gobierno de los mongoles había dividido a Georgia en sus partes oriental y occidental, siendo esta última independiente de facto de la dinastía mongol ilkánida, a la que Georgia estaba sujeta. La independencia política de los gobernantes georgianos occidentales, los reyes de Imericia, también podría haber resultado en el resurgimiento del catolicosado de Abjasia, pero no fue hasta finales del siglo XV, cuando emergió como una entidad religiosa independiente. Con la desintegración final de la monarquía unificada de Georgia, una rama separatista de la dinastía Bagrationi en el oeste de Georgia con su capital en Kutaisi, promovió enérgicamente la libertad eclesiástica de su reino del patriarcado de Georgia. El rey imerecio Bagrat VI de Georgia (1463-1478) consiguió el apoyo de Miguel IV, patriarca de Antioquía, quien, a petición del rey, consagró al arzobispo Joachime de Tsaish y Bedia, como catolicós de Abjasia. Para justificar la ruptura con la sede de Mtsjeta, Miguel publicó un documento especial, La ley de la fe, en el que afirmaba que el oeste y el este de Georgia tenían diferentes historias de conversión y, por lo tanto, deberían ser independientes entre sí.
Así, el catolicosado de Abjasia se independizó y luego asumió el título de patriarca. Su jurisdicción espiritual se extendía sobre el Reino de Imericia y sus principados vasallos: Guria, Mingrelia, Svanetia y Abjasia. Se consideraban vicarios de Andrés el Apóstol, quien, según una tradición medieval georgiana, predicó el cristianismo en el oeste de Georgia, entonces conocida por los autores clásicos como Cólquida. En varios períodos de su existencia, el catolicosado de Abjasia se subdividió en varias diócesis (eparquías), incluidas las de Bichvinta, Kutaisi, Gelati, Tsageri, Tsaishi, Tsalenjikha, Chkondidi, Joni, Ninotsminda, Nikortsminda, Shemokmedi, Jumati, Dranda, Bedia y Mokvi, centradas en sus respectivas catedrales.
En la última parte del siglo XVI el patriarca catolicós Eudemos I (Chkheidze) tuvo que trasladar su residencia de Bichvinta al monasterio de Gelati en Kutaisi, huyendo de la expansión del otomana hacia Abjasia. Eudemos I lanzó una serie de reformas importantes y restauró la comunión con el patriarcado de Georgia, sin embargo, mantuvo su condición de prelado independiente. A partir de ese momento los catolicós comenzaron a llamarse catolicós de Abjasia e Imericia y a partir del siglo XVII de Imericia y Abjasia. Los catolicós de Abjasia provenían principalmente de las principales casas nobles de Georgia, y pudieron apoyar financieramente a la Iglesia y asegurar su participación continua en la vida política y cultural del oeste de Georgia. Sin embargo, la islamización de Abjasia, Ayaria y de Baja Guria bajo el dominio otomano asestó un duro golpe al catolicosado. La estrecha cooperación entre la dinastía real y la Iglesia a finales del siglo XVIII dio como resultado el renacimiento del cristianismo en Guria y una parte de Abjasia. 
El último catolicós abjasio Máximo II, de la familia principesca de Abashidze, debido a diferencias políticas con el rey imericiano David, se vio obligado a partir para residir en Rusia. Por el contrario, el rey David pensó en la independencia política de su estado, contando con el apoyo de Turquía. De camino a Palestina el catolicós Máximo II murió en 1795 en Kiev. Con la muerte de este catolicós, el catolicosado abjasio dejó de existir. 
Después de la conquista de Imericia por la Rusia imperial en 1810, el catolicosado de Abjasia también fue abolido el 14 de octubre de 1814 por las autoridades rusas y anexado al exarcado de Georgia (que tomó el nombre de Georgia-Imericia), una subdivisión de la Iglesia ortodoxa rusa, de la que formó parte hasta la restauración de la Iglesia ortodoxa georgiana unificada y autocéfala en 1917. Los locum tenens de la catedral de los catolicós abjasios: el metropolitano Dosifei (Tsereteli) y el metropolitano Evfimiy (Shervashidze), fueron expulsados de Imericia en 1819. El 28 de diciembre de 1818 las 4 diócesis que integraban el catolicosado de Abjasia (Kutaisi, Gelati, Joni, Ninotsminda) fueron fusionadas en la eparquía rusa de Imericia.

### Restablecimiento
El 15 de septiembre de 2009 la dirección de la eparquía de Sujumi-Abjasia, en contra de la autoridad de Ilia II, patriarca catolicós de toda Georgia, declaró que ya no se consideraba parte de la Iglesia ortodoxa georgiana, y que estaba restableciendo el catolicosado de Abjasia, y que, a partir de ese momento, sería conocida como la Iglesia ortodoxa abjasia. El 9 de febrero de 2011 el Gobierno abjasio transfirió 38 iglesias, catedrales y monasterios perpetuamente al cuidado de la Iglesia ortodoxa abjasia, aunque esta Iglesia permanece como no canónica dentro de la comunión ortodoxa, sin ser reconocida por las Iglesias ortodoxas de Georgia ni de Rusia. La Iglesia está organizada en dos eparquías, una en Pitsunda y otra en Sujumi y tiene nueve parroquias. También cuenta con dos monasterios, el Nuevo monasterio de Athos y el monasterio de Kaman.

## Catolicós de Abjasia
- Nicolás (última parte del siglo XIII)
- Arsenio (c. 1390)
- Daniel (fines del siglo XIV)
- Joaquín (década de 1470)
- Esteban (1490-1516)
- Malaquías I Abashidze (1519-1540)
- Eudemio I Chjetidze (1557-1578)
- Eutimio I Sakvarelidze (1578-1616)
- Malaquías II Gurieli (1616-1639)
- Gregorio I (1639)
- Máximo I Machutasdze (1639-1657)
- Zacarías Kvariani (1657-1660)
- Simeón I Chjetidze (1660-1666)
- Eudemio II Sakvarelidze (1666-1669)
- Eutimio II Sakvarelidze (1669-1673)
- David Nemsadze (1673-1696)
- Gregorio II Lordkipanidze (1696-1742)
- Germán Tsulukidze (1742-1751)
- Besarión Eristavi (1751-1769)
- José Bagrationi (1769-1776)
- Máximo II Abashidze (1776-1795)
- Dositeo Tsereteli (de facto 1795-1814)

### Autoproclamado catolicós de Abjasia
- Vissarion Aplaa como primado de la Iglesia ortodoxa abjasia desde 2009